# Sachphilologie
Der Begriff Sachphilologie bezeichnet eine Forschungsmethode der Philologie, die im Gegensatz zur Wortphilologie den Erkenntnisgewinn nicht allein durch die Analyse der Texte (Grammatik, Stilistik, Textkritik), sondern unter Zuhilfenahme anderer Disziplinen erreichen will. Besonders in Philologien ausgestorbener Sprachen ist diese Methode von Bedeutung, da etwa in der Klassischen Philologie die Erkenntnisse der Archäologie, Numismatik, Epigraphik, Papyrologie nützliche Anhaltspunkte bieten.
Im 19. Jahrhundert entzündete sich im Zuge der einsetzenden Methodenreflexion der Geisteswissenschaften ein Streit zwischen Gottfried Hermann und August Boeckh, dem Herausgeber des Corpus Inscriptionum Graecarum. Boeckhs starke Einbeziehung der weiteren Altertumswissenschaften, besonders der Epigraphik, wurde von Hermann mit scharfen Rezensionen bedacht. Hermann selbst vertrat die Ansicht, dass durch übertriebenes Verlassen auf die Erkenntnisse anderer Disziplinen die wahre Erkenntnis der Philologie getrübt werde. Dieser Methodenstreit wirkte in Deutschland bis ins 20. Jahrhundert nach. Dennoch kam es zu keiner definitiven Bildung zweier Lager, und Feindschaften zwischen hauptsächlichen Vertretern der einen Methoden mit denen der anderen kamen kaum vor.
Heute wird die Sachphilologie, die in der Philologie einen Weg neben vielen zum Erkenntnisgewinn sieht, der bloßen Wortphilologie in den meisten Fragen vorgezogen.